# Luga (Käbschütztal)
Luga ist ein Ortsteil der sächsischen Gemeinde Käbschütztal im Landkreis Meißen.

## Geographie
Luga befindet sich südwestlich der Kreisstadt Meißen auf etwa 200 Meter über Normalhöhennull im Südosten des Gemeindegebietes von Käbschütztal. Südlich des Ortes verläuft die Kreisstraße 8031 von Krögis nach Miltitz. Dort besteht über den Haltepunkt „Miltitz-Roitzschen“ Anschluss an die Bahnstrecke Borsdorf–Coswig, an der Regionalbahnen halten. In Krögis ist die Kreisstraße an die Bundesstraße 101 angebunden, die bei Nossen Anschluss an die Bundesautobahn 14 hat. Kleinere Straßen führen in umliegende Orte.
Die Ortsgemarkung Luga grenzt im Norden an Görna, im Nordosten an Robschütz, im Osten an Roitzschen, im Süden an Miltitz und im Südwesten an Görtitz. Im Nordwesten schließt sich der Ort Schönnewitz an. Bis auf Miltitz, Robschütz und Roitzschen, die zur Gemeinde Klipphausen gehören, sind alle umliegenden Orte Teil der Gemeinde Käbschütztal.

## Geschichte
Der Ort wurde erstmals 1334 als Lug urkundlich erwähnt. Es lag in der Markgrafschaft Meißen. Die Grundherrschaft übte zunächst das Rittergut Batzdorf aus, ab 1696 oblag dies dem Rittergut Robschütz. Ab Mitte des 16. Jahrhunderts war das Dorf zum Erbamt Meißen, später zum gleichnamigen Amt und Gerichtsamt gehörig. Durch die Sächsische Landgemeindeordnung von 1838 erhielt Luga den Status einer Landgemeinde und wurde selbstständig. Ab 1875 wird eine Zugehörigkeit des Ortes zur Amtshauptmannschaft Meißen angegeben.
Um den locker angeordneten Weiler Luga erstreckte sich 1900 eine 113 Hektar große Block- und Streifenflur, auf der die Menschen im Dorf der Landwirtschaft nachgingen. Kirchlich war Luga nach Krögis gepfarrt und gehört noch heute zur dortigen Kirchgemeinde. Alle 75 im Jahre 1925 in Luga lebenden Menschen waren evangelisch-lutherisch. Die Eigenständigkeit des Ortes endete am 1. November 1935 mit der Eingemeindung nach Krögis, zusammen mit Barnitz, Görna, Mauna, Nössige und Porschnitz mit Kleinprausitz und Soppen. Nach dem Ende des Zweiten Weltkrieges wurde Luga Teil der Sowjetischen Besatzungszone und später der DDR. Nachdem die Amtshauptmannschaften 1939 in Landkreise umbenannt wurden, folgte in der Kreisreform 1952 eine Neugliederung des Landes. Krögis und seine Ortsteile wurden dem Kreis Meißen im Bezirk Dresden zugeschlagen.
Nach Wende und Wiedervereinigung wurde Luga Teil des neugegründeten Freistaates Sachsen und verblieb vorerst im Landkreis Meißen. In der Kreisreform 1994 wurde der Landkreis Meißen-Radebeul (ab 1996 Landkreis Meißen) aus dem alten Gebiet des Kreises Meißen und Teilen des Kreises Dresden-Land gebildet, dem Luga bis 2008 angehörte. Ebenfalls 1994 vereinigten sich Krögis, Jahna-Löthain und Planitz-Deila zur neuen Großgemeinde Käbschütztal mit 37 Ortsteilen. Diese Gemeinde ist seit dem 1. August 2008 Teil des in der Kreisreform Sachsen 2008 aus Landkreis Meißen und Landkreis Riesa-Großenhain gebildeten dritten Landkreises Meißen.
In Luga sind zwei Gebäude in die Kulturdenkmalliste für Käbschütztal aufgenommen worden.
Entwicklung der Einwohnerzahl
| Jahr | Einwohnerzahl                |
| ---- | ---------------------------- |
| 1551 | 8 besessene Mann, 9 Inwohner |
| 1764 | 8 besessene Mann             |
| 1834 | 56                           |
| 1871 | 90                           |
| 1890 | 72                           |
| 1910 | 72                           |
| 1925 | 75                           |